# UFC Fight Night: Rodríguez vs. Stephens
UFC Fight Night: Rodríguez vs. Stephens (även UFC Fight Night 159 och UFC on ESPN+ 17) var en MMA-gala som arrangerades av UFC och ägde rum 21 september 2019 i Mexico City, Mexiko.

## Bakgrund
UFC försökte initialt få till stånd en match mellan Brian Ortega och Chan Sung Jung som huvudmatch, main event. De planerna skrotades emellertid och det blev istället TUF Latin Americavinnaren Yair Rodríguez och Jeremy Stephens som var det stora dragplåstret.

### Skador/Ändringar
En match i damernas stråvikt mellan Istela Nunes och Angela Hill var tänkt att gå av stapeln, men 12 augusti 2019 rapporterades det att Nunes ströks från kortet på grund av ett dopingtest. Hon ersattes av Ariane Carnelossi.
Alex Perez skulle ha mött Sergio Pettis i en flugviktsmatch, men Perez drog sig ur matchen den 26 augusti 2019 på grund av skada och ersattes av Tyson Nam.
Irene Aldana skulle ha mött Marion Reneau i en bantamviktsmatch, men 11 september rapporterades det att Reneau dragit sig ur av okänd anledning. Ny motståndare blev Vanessa Melo.

### Invägning
Vid den ceremoniella invägningen vägde utövarna följande:
| \| Viktklass \| Maxvikt (lb) \| Atlet 1 \| Vikt \| Atlet 2 \| Vikt \| \| Underkort \| \| \| \| \| \| \| Bantamvikt \| (135) \| Jose Quinonez \| 134 \| Carlos Huachin \| 136 \| \| Fjädervikt \| (145) \| Marco Polo Reyes \| 145 \| Kyle Nelson \| 146 \| \| Stråvikt (damer) \| (115) \| Ariane Carnelossi \| 112 \| Angela Hill \| 115 \| \| Flugvikt \| (125) \| Sergio Pettis \| 124 \| Tyson Nam \| 126 \| \| Lätt tungvikt \| (205) \| Vinicius Moreira \| 206 \| Paul Craig \| 206 \| \| Bantamvikt (damer) \| (135) \| Sijara Eubanks \| 135 \| Bethe Correia \| 136 \| \| Lättvikt \| (155) \| Claudio Puelles \| 155 \| Marcos Mariano \| 154 \| \| Huvudkort \| \| \| \| \| \| \| Fjädervikt \| (145) \| Martin Bravo \| 144 \| Steven Peterson \| 146 \| \| Bantamvikt (damer) \| (135) \| Irene Aldana \| 135 \| Vanessa Melo \| 140* \| \| Flugvikt \| (125) \| Brandon Moreno \| 124 \| Askar Askarov \| 125 \| \| Stråvikt (damer) \| (115) \| Carla Esparza \| 115 \| Alexa Grasso \| 116 \| \| Fjädervikt \| (145) \| Yair Rodriguez \| 145 \| Jeremy Stephens \| 145 \| |              |                   |      |                 |      |
| Inom viktklassens gräns. Inom felmarginalen för matchtypen. För stor övervikt för matchtypen. |              |                   |      |                 |      |
| *Vanessa Melo klarade inte viktgränsen och fick böta 30% av sin purse. |              |                   |      |                 |      |
| Viktklass | Maxvikt (lb) | Atlet 1           | Vikt | Atlet 2         | Vikt |
| Underkort |              |                   |      |                 |      |
| Bantamvikt | (135)        | Jose Quinonez     | 134  | Carlos Huachin  | 136  |
| Fjädervikt | (145)        | Marco Polo Reyes  | 145  | Kyle Nelson     | 146  |
| Stråvikt (damer) | (115)        | Ariane Carnelossi | 112  | Angela Hill     | 115  |
| Flugvikt | (125)        | Sergio Pettis     | 124  | Tyson Nam       | 126  |
| Lätt tungvikt | (205)        | Vinicius Moreira  | 206  | Paul Craig      | 206  |
| Bantamvikt (damer) | (135)        | Sijara Eubanks    | 135  | Bethe Correia   | 136  |
| Lättvikt | (155)        | Claudio Puelles   | 155  | Marcos Mariano  | 154  |
| Huvudkort |              |                   |      |                 |      |
| Fjädervikt | (145)        | Martin Bravo      | 144  | Steven Peterson | 146  |
| Bantamvikt (damer) | (135)        | Irene Aldana      | 135  | Vanessa Melo    | 140* |
| Flugvikt | (125)        | Brandon Moreno    | 124  | Askar Askarov   | 125  |
| Stråvikt (damer) | (115)        | Carla Esparza     | 115  | Alexa Grasso    | 116  |
| Fjädervikt | (145)        | Yair Rodriguez    | 145  | Jeremy Stephens | 145  |

## Bonusar
Följande MMA-utövare fick bonusar om 50 000 USD:
- Fight of the Night: Carla Esparza vs. Alexa Grasso
- Performance of the Night: Steven Peterson and Paul Craig